# Долења сел Колио
Долења сел Колио (итал. Dolegna del Collio) је насеље у Италији у округу Горица, региону Фурланија-Јулијска крајина.
Према процени из 2011. у насељу је живело 50 становника. Насеље се налази на надморској висини од 88 м.

## Становништво
| 1936. | 1951. | 1961. | 1971. | 1981. | 1991. | 2001. | 2011. |
| ----- | ----- | ----- | ----- | ----- | ----- | ----- | ----- |
| 1.364 | 1.178 | 961   | 701   | 597   | 520   | 435   | 390   |